# Айзекман, Джаред
Джаред Айзекман (англ. Jared Isaacman, род. 11 февраля 1983, Уэстфилд, штат Нью-Джерси) — американский бизнесмен, миллиардер, лётчик и астронавт. Спонсор и командир экипажа SpaceX Inspiration4, первого частного полёта человека в космос с исключительно гражданским экипажем.
Полёт стартовал с космодрома центра Кеннеди во Флориде 16 сентября 2021 года и закончился через три дня после возвращения на Землю с орбиты высотой 585 километров. Миссия была частью сбора средств для детской больницы, на которую Айзекман собирается пожертвовать 100 миллионов долларов.
10 сентября 2024 года стартовал на корабле Crew Dragon в качестве командира экипажа космической миссии Polaris Dawn.
В декабре 2024 года был предложен избранным президентом США Дональдом Трампом на должность директора NASA, однако 21 мая 2025 года номинация была отозвана непосредственно перед голосованием об утверждении Айзекмана в Сенате.

## Ранние годы
Джаред Айзекман родился 11 февраля 1983 года в штате Нью-Джерси в еврейской семье. Джаред учился в начальной школе в Вестфилде, штат Нью-Джерси. С 6-го по 8-й класс Джаред посещал среднюю школу Уильяма Аннина, где он познакомился со своей будущей женой Моникой Чаканой.
Когда ему было 14 лет, Джаред обнаружил способность к ремонту компьютеров и открыл бизнес по техническому обслуживанию и ремонту компьютеров в подвале своих родителей под названием Deco Systems. Два года спустя эта деятельность привела к тому, что один из его клиентов предложил ему работу на полную ставку, а Джаред решил бросить среднюю школу, чтобы принять это предложение.

## Бизнес-карьера
В 1999 году Айзекман основал компанию по обработке розничных платежей. Он до сих пор является генеральным директором компании. В 2020 году компания была переименована в Shift4 Payments. Оборот компании составляет более 200 миллиардов долларов в год.
В 2012 году Джаред Айзекман стал соучредителем компании Draken International, расположенной во Флориде, которая обучает пилотов для вооруженных сил США. Компания управляет одним из крупнейших в мире парков частных истребителей.

## Карьера пилота
В 2004 году Айзекман начал брать лётные уроки. В 2011 году он получил степень бакалавра в области профессиональной аэронавтики в Авиационном университете Эмбри-Риддла. Имеет квалификацию пилота на нескольких военных реактивных самолётах.

### Пилот авиашоу
В 2000-х годах он участвовал во многих авиашоу вместе с Black Diamond Jet Team, но к 30 годам перестал управлять самолётами.

### Мировой рекорд перелёта
В 2008 году Айзекман попытался установить мировой рекорд по кругосветному перелёту на лёгком реактивном самолёте, совершив кругосветное путешествие за 83 часа, что чуть дольше действовавшего тогда рекорда в 82 часа.
В апреле 2009 года он установил мировой рекорд по кругосветному путешествию на лёгком реактивном самолёте, совершив перелёт за 61 час 51 минуту, что примерно на 20 часов быстрее, чем предыдущий рекорд в 82 часа. Он летал на самолёте Cessna Citation CJ2 с двумя другими членами экипажа, пропуская остановки в Индии и Японии, где он столкнулся с многочасовыми задержками на земле в своей предыдущей попытке в 2008 году.

## Космические полёты

### Первый полёт
В феврале 2021 года Айзекман объявил, что будет командовать Inspiration4, первым частным пилотируемым космическим полётом, в котором никто из людей на борту не является представителем государственных агентств. Космическая экспедиция на борту автономного космического корабля Crew Dragon, запущенного ракетой-носителем Falcon 9 состоялась 16 сентября 2021 года и приводнилась через 3 дня.
Айзекман получил позывной «Грач» во время лётной подготовки. Его портрет был помещён на обложке журнала Time.
Во время миссии Айзекман вошёл в историю, впервые сделав две тотализаторные ставки из космоса, разместив ставки на клубы американского футбола.

### Второй полёт
10 сентября 2024 года в 12:23:49 мск (09:23:49 UTC) стартовал на корабле Crew Dragon со стартовой площадки LC-39A Космического центра Кеннеди во Флориде в качестве командира экипажа миссии Polaris Dawn.
12 сентября 2024 года стал первым  частным космонавтом, совершившим выход в открытый космос.

## Личная жизнь
Женат, имеет двух дочерей.

## Награды
- Офицер ордена «За заслуги перед Литвой» (13 февраля 2025 года, Литва)[22]